# Tiffany Thornton
Tiffany Dawn Thornton (née le 14 février 1986 à College Station dans le Texas) est une actrice, chanteuse et auteur-compositrice-interprète américaine. Elle est connue pour avoir incarné le rôle de Tawni Hart dans la Disney Channel Original Series, Sonny (2009-2011). Ainsi, en 2011, elle a repris son rôle dans une autre Disney Channel Original Series, Sketches à gogo !, qui est une suite de Sonny à la suite du départ de l'actrice principale de la série, Demi Lovato.

## Biographie
Née à College Station dans le Texas, Tiffany a fait ses débuts comme actrice en jouant dans l'épisode pilote de la série Les Quintuplés. Elle est ensuite apparue dans plusieurs séries télévisées connues comme : Touche pas à mes filles, La Vie de palace de Zack et Cody, Mes plus belles années, Newport Beach, Desperate Housewives, Phénomène Raven, Jericho, Les Sorciers de Waverly Place et Hannah Montana. 
En 2009, elle a eu son premier rôle, celui de Tawni Hart dans la Disney Channel Original Series, Sonny. Grâce à son rôle, elle a joué dans le Disney Channel Original Movie, Un costume pour deux aux côtés de Mitchel Musso. La série Sonny s'est terminée le 2 janvier 2011 à cause du départ de l'actrice principale Demi Lovato. La série fut alors remplacée par Sketches à gogo ! qui a été diffusé pour la première fois aux États-Unis le 5 juin 2011. 

## Vie privée
En 2007, à l'âge de 21 ans, Tiffany Thornton devient la compagne de Christopher « Chris » Carney (19 août 1980 - 4 décembre 2015). Le couple se fiance en décembre 2009, puis se marie le 12 novembre 2011 à Hot Springs dans l'Arkansas,. Ils ont deux garçons : Kenneth James « KJ » Carney (né le 14 août 2012) et Bentley Cash Carney (né le 1er mars 2014). Deux mois après la naissance de leur deuxième fils, le couple se sépare due aux problèmes d'alcool de Christopher Carney. Peu après, ce dernier accuse son épouse d'avoir kidnappé leurs deux enfants,. En septembre 2014, le couple vit de nouveau sous le même toit et s'accorde une deuxième chance. Le 4 décembre 2015, Christopher Carney meurt dans un accident de voiture.
Le 7 octobre 2017, Tiffany Thornton se remarie avec Josiah Capaci, son compagnon depuis janvier 2017,. Le couple a deux filles : Juliet Joy Capaci (née le 9 novembre 2018) et Kimber Jo Capaci (née le 21 juillet 2021).

## Filmographie

### Film(s)
- 2009 : Un costume pour deux : Jamie
- 2012 : L'équipe d'élite : Carmen Emros

### Télévision
- 2004 : Les Quintuplés : Stacy (épisode pilote)
- 2004 : Touche pas à mes filles : Marnie (Saison 3, épisode 5)
- 2005 : Mes plus belles années : Tonya (Saison 3, épisodes 10 et 11)
- 2005 : Newport Beach : Ashley (Saison 3, épisodes 2, 9 et 11)
- 2006 : Desperate Housewives : Barbie (Saison 2, épisode 22)
- 2006 : Phénomène Raven : Tyler Sparks (Saison 4, épisode 11)
- 2006 : Jericho : Stephanie Lancaster (épisode pilote)
- 2007 : Hannah Montana : Becky (Saison 2, épisodes 4 et 26)
- 2007 : Les Sorciers de Waverly Place : Susan (Saison 1, épisode 9)
- 2009-2011 : Sonny : Tawni Hart (rôle principal)
- 2010 : Fish Hooks : Doris Flores Gorgeous (voix)
- 2010 : Kick Buttowski: Suburban Daredevil : Teena Sometimes (voix)
- 2011 : Disney's Friends for Change Games : Elle-même (présentatrice)
- 2011 : Pixie Hollow Games : Glimmer (voix)
- 2011-2012 : Sketches à gogo ! : Tawni Hart (personnage principal)
- 2012 : Game Change : Meghan McCain

## Clips vidéos
- 2008: "La La Land" (Demi Lovato)
- 2009: "Let it Go"
- 2009: "I Believe"
- 2009: "Some Day My Prince Will Come"

## Musique
| Année | Chanson                         | Positions         | Positions | Album                                                        |
| Année | Chanson                         | Billboard Hot 100 | Pop 100   | Album                                                        |
| ----- | ------------------------------- | ----------------- | --------- | ------------------------------------------------------------ |
| 2009  | "Let It Go"                     | —                 | —         | Disney Channel Playlist                                      |
| 2009  | "Some Day My Prince Will Come"  | —                 | —         | Snow White and the Seven Dwarfs: Diamond Édition DVD/Blu-ray |
| 2009  | "Magic Mirror"                  | —                 | —         | Tinker Bell and the Lost Treasure                            |
| 2009  | "I Believe"                     | —                 | —         | duo avec Kermit, le grenouille.                              |
| 2010  | "If I Never Knew You"           | —                 | —         | DisneyMania 7                                                |
| 2010  | "Kiss Me"                       | —                 | —         | Sonny With A Chance                                          |
| _     | "Stop SPS(feat Mackenzie Falls) | —                 | —         | "Sonny With A Chance"                                        |